# Equitius
Genre
Synonymes
- Monoxyomma Pocock, 1903
- Jenolanicus Roewer, 1915
- Monacanthobunus Roewer, 1915
- Rydrusa Roewer, 1931

Equitius est un genre d'opilions laniatores de la famille des Triaenonychidae.

## Distribution
Les espèces de ce genre sont endémiques d'Australie.

## Liste des espèces
Selon World Catalogue of Opiliones (27/05/2021) :
- Equitius altus (Forster, 1955)
- Equitius doriae Simon, 1880
- Equitius formidabilis Hunt, 1985
- Equitius manicatus (Roewer, 1920)
- Equitius montanus Hunt, 1985
- Equitius richardsae Hunt, 1985
- Equitius rotundus (Forster, 1955)
- Equitius spinatus (Pocock, 1903)
- Equitius tambourineus (Roewer, 1920)

## Publication originale
- Simon, 1880 : « Premier supplément au travail intitulé essai d’une classification des Opiliones Mecostethi, etc (première Partie). » Comptes rendus des séances de la Société Entomologique de Belgique, vol. 1880, p. 100–103.